# Катафиги (Урумлък)
Катафиги (на гръцки: Καταφύγι, катаревуса Καταφύγιον, Катафигион, в превод убежище) е бивше село в Република Гърция, дем Александрия, област Централна Македония.

## География
Катафиги е било разположено в областта Урумлък (Румлуки) на южния бряг на Ениджевардарското езеро между Ниси на запад и Схинас на изток.

## История

### В Османската империя
В XIX век Катафиги е гръцко село в Солунска каза на Османската империя. Александър Синве („Les Grecs de l’Empire Ottoman. Etude Statistique et Ethnographique“) в 1878 година пише, че в Катафийон (Katafiyon), Камбанийска епархия, живеят 60 гърци.

### В Гърция
През Балканската война в 1912 година в селото влизат гръцки части и след Междусъюзническата в 1913 година Катафиги остава в Гърция. В 1912 година Катафиги е гъркоезично християнско село. В 1913 година има 25 мъже и 23 жени. Заличено е в 1920-те години. Жителите му се изселват в Ниси.
| Година    | 1913 | 1920 | 1928 | 1940 | 1951 | 1961 | 1971 | 1981 | 1991 | 2001 | 2011 | 2021 |
| --------- | ---- | ---- | ---- | ---- | ---- | ---- | ---- | ---- | ---- | ---- | ---- | ---- |
| Население | 48   | 9    |      |      |      |      |      |      |      |      |      |      |